# Педоцентризам
Педоцентризам (од грчке речи: паис, паидос, латински центрум) схватање да је дете центар целокупног образовно – васпитног процеса и једини критеријум при избору садржаја и метода наставе и васпитања.  Педоцентризам је оријентација у психологија чији поборници застрањују захтевајући да се при одређивању циља, задатака и садржаја васпитања и образовања, као и при избору метода и организације наставног процеса, полази искључиво од природе и спонтаних интересовања детета.

## Услови настанка педоцентризма
20. век је почео као век детета и дао је много нових педагошких модела и идеја које су оставиле неизбрисив траг у педагошкој теорији и пракси. Почетком 20. века на политичком плану имамо уједињену Немачку која се нагло развија. Слично се догађа и у Италији. У Немачкој не постоји традиција парламентаризма као у Енглеској, него је присутна милитаризација која се осећа и у индоктринацији која се спроводи у школама. То је време многих знанствених и техничких открића међу којима посебно значење имају фотографија, филм, радио. Врло бурна догађања су на подручју психологије. Већ крајем 20. века отворен је у Немачкој Wundtov лабораторија за експерименталну психологију. 1903. године физиолог Иван Павлов (Ivan Pavlov) објављује своје откриће условних рефлекса, а то је утицало на американца Ватсона ( James Watsona) да заснује свој психолошки правац назван бихевиоризам. Швајцарац Жан Пијаже (Piaget) већ је увелико започео своја истраживања из развојне психологије. Нове се идеје тешко пробијају у праксу у којој доминира традиционална репресивна школа присилног и механичког учења. У тим околностима јављају се нове бурне педагошке идеје, те можемо говорити о правом покрету.

## Основне педагошке карактеристике педоцентризма
У радовима овог педагошког покрета могу се издвојити неке основне карактеристике:
- То је првенствено окретање према детету, јер школе постоје због деце. То је најзначајнија карактеристика овог покрета;
- Наглашава се да дете није одрасли човек у малом,  него посебно и специфично биће;
- Изграђују се и у пракси реализују педагошки модели, који представљају оригиналне концепције одгајања и образовања, целовите дидактичке концепције или пак предшколске или школске моделе;
- Залажу се за промене, тако да се нове идеје шире путем разних стручних скупова. Успешно ширење појединих концепција било је резултат организације њених учесника у различита удружења, а 1912. године је основан Међународни биро нових школа на чијем челу је био швајцарац Адолф Феријер (Adolphe Ferriere);
- Залажу се за спој теорије и праксе. Сви педагози, који су практично креирали нове оригиналне моделе, били су и врсни теоретичари;
- Погрешно се мисли да представници овог покрета нису узимали у обзир друштвени аспект. Из њихових радова се види баш супротно, да су они својим новим концептом одгајања и образовања желели утицати на друштвене промене.[2]